# 羅冠聡
羅 冠聡（ら かんそう、拼音: Law Kwun-chung、英語名：Nathan Law、混合名：Nathan Law Kwun-chung、英語名のカタカナ表記：ネイサン・ロー、1993年7月13日 - ）は、香港の政治家。香港の自決権を掲げる香港衆志の党主席で、2016年香港立法会選挙で議員に選出されたが、2017年7月14日に資格を取り消された。2022年9月現在、イギリスで亡命生活を送っている。2023年7月に香港警察より香港国家安全維持法に違反した容疑で指名手配されている。なお、懸賞金は100万香港ドルである。

## 略歴
香港人の父と中国大陸出身の母の間に深圳市で生まれた。6歳のとき、香港へ移住。2014年、香港専上学生連会の常委として雨傘運動に参加した。2015年に同連会の事務局長として活動し、2016年には香港衆志（デモシスト）を創設して初代主席となった。2016年香港立法会選挙で50,818票を獲得し、史上最年少での当選を果たした。しかし、2017年7月14日、香港高等法院によって宣誓を無効にされ、宣誓日の10月12日付で議員資格を取り消された。2020年9月23日、アメリカの雑誌「TIME」で「世界で最も影響力のある100人」に選ばれた。

## 政治活動
香港反政府デモにおける香港学生連盟の幹部だった2014年11月15日、中国政府に直接要求を訴えるため同連盟事務局長の周永康、常務秘書の鍾耀華と共に3名で北京へ向かったものの、香港の空港で搭乗を拒否された。学生団体によると、航空会社から「通行証（ビザに相当する証明書）の効力が取り消されたと中国側から通知があったため、乗せることはできない」と説明を受けたという。学生団体は北京行きに合わせて、李克強首相あての公開書簡を発表。「香港人の声を直接聞き、正しい判断を下してほしい」「一緒に現実を直視してほしい」などと訴えた。
2017年6月29日、香港コンベンション・アンド・エキシビション・センター前にて、羅冠聡、梁国雄立法会議員や2014年香港反政府デモ指導者の1人、黄之鋒ら約30人が行政長官や立法会の普通選挙実施、劉暁波の釈放などを求めて座り込みを行い逮捕されたが、翌30日に釈放されている。
2017年8月17日、控訴審で雨傘革命は非合法集会であったとの判決が下り、黄之鋒や周永康と共に禁錮刑を言い渡され、即日収監された。3人は一審では執行猶予付き禁錮刑や社会奉仕命令であったが、それぞれ禁錮6か月、8か月、7か月の判決であった。この際、「壁がどれほど厚くとも、壁の陰がいかに太陽の光を阻もうとも、壁の向こうの道は正義に通じていると信じている。地球を育んでくれる太陽はまだあるのだから。私は雨傘運動に参加してくれた人々と正義のために服役する。同情はしないでくれ。敢然として歩を前に踏み出してくれ。獄中にいても、私の自由な精神は我々の信念と価値観を共有してくれた人々と共にあり、よりよい生活に向かって闘争を続ける。独裁は自己を犠牲にした人々によってではなく、集団で変革を遂げるために道徳の力に突き動かされる人々によって打倒されるのだ。そのような変革への意志なくして、刑に服していない、または服役中の我々の苦しみや痛みは意味をもたない。」と語った。これは政治犯であるとして、2017年8月20日に大規模デモが発生した。
2020年6月30日に全人民代表大会常務委員会で香港国家安全維持法が可決され成立したことを受け、香港衆志から脱退することを表明。香港衆志自体も同日中に解散を宣言した。7月2日には香港を出国したことを明らかにした。現在はイギリスに滞在しており、香港警察に国家安全維持法違反の容疑で指名手配されている。12月21日、イギリスに亡命を申請したことを公表。翌2021年4月7日、申請が認められたことを明かした。
2023年7月3日には香港警察により、国家分裂や外国勢力との結託など香港国家安全維持法に違反した容疑で羅を含む香港の民主活動家や元議員ら8人が容疑で指名手配され、情報提供に懸賞金として100万香港ドル（約1800万円）がかけられた。翌4日には李家超行政長官が記者会見で指名手配した8人を生涯追い続けると宣言している。この指名手配に対しては8人が滞在するアメリカ、イギリス、オーストラリアから反発を招き、羅自身もSNSにて香港警察が反対意見を抑圧するために国家安全の概念を悪用したと指摘。国家安全維持法は絶対的な悪法であると非難した。

## 著作
- 青春無悔過書. 白卷出版社. (2018). ISBN 9789887816386 (中国語) - 国家安全法での検閲対象になっている。(詳細は中国大陸で禁書とされる香港・台湾の書物)
- Freedom: How We Lose It and How We Fight Back. Bantam Press. (2021) ISBN 9781787635432 (英語) - エヴァン・ファウラーとの共著
- 『フリーダム: 香港人の自由はいかにして奪われたか、それをどう取り戻すか』 季節社 (2023) ISBN 9784873691060 - Freedomの日本語訳
- 『香港人に希望はあるか』季節社（2023）ISBN 9784873691077